# E计划
计划是英国和美国冷战期间的联合计划，由美国向英国皇家空军提供核武器，直至英国拥有足够的核武器为止。两国随后将计划扩展至莱茵河英国陆军也能装备美军核武，并通过“计划”（Project N）向英国皇家空军海岸司令部提供核深水炸弹。
1952年10月，英国“高爆研究”核武计划通过“飓风行动”成功引爆首枚核弹，但产能无法满足需求，1955年时该国仅有十枚原子弹，1956年14枚。英国首相温斯顿·丘吉尔同美国总统德怀特·艾森豪威尔协商，希望美国向英国“V字轰炸机”提供核武器，直至英国拥有充足的核武储备，这便是后来的“计划”。根据1957年达成的协定，这些核武器的保管、储存、维护和作战准备方面任务均由美方人员负责。核武器放在安全存放区，与轰炸机停放的基地相同。
首批配备“计划”核武的英国轰炸机驻扎在德国和英国境内，是北大西洋公约组织指挥的堪培拉轻型喷气轰炸机。1961年，随着作战距离更长的火神式轰炸机和胜利者式轰炸机交付并接手战略核武器投放任务，维克斯勇士重型轰炸机开始取代堪培拉轰炸机。1958年，英国境内三个基地的“三轰炸机”开始装载“计划”核武。“计划”的严格规定在实际操作中引起不便，英国半数核威慑力量也因此丧失独立地位，随着英国逐渐掌握充足的百万吨级核武，许多“计划”武器在1962年淘汰，仅在英国和驻德皇家空军的勇士轰炸机上继续保留到1965年。
1959至1963年，英国通过“艾米丽计划”用“计划”核弹头装备皇家空军的60枚雷神远程弹道导弹。1958年，英国陆军获取“计划”核弹头装载下士导弹，美国之后又提供替代产品诚实约翰火箭，直至1977年被长矛导弹取代。此外，英方还通过“计划”获取八英寸（203毫米）和155毫米核炮弹。1992年，最后一批“计划”武器退役。

## 背景
英国在第二次世界大战早期就有代号“合金管工程”的核武器计划。在1943年8月的魁北克会议上，英国首相温斯顿·丘吉尔和美国总统富兰克林·德拉诺·罗斯福签署《魁北克协定》，把“合金管工程”与美国“曼哈顿计划”合并，设立英、美、加三国共同参与的核计划，英国许多最顶尖的科学家参与“曼哈顿计划”。1944年9月，罗斯福和丘吉尔签署《海德公园备忘录》（Hyde Park Aide-Mémoire），把商业和军事合作时限延长到战争结束后。《魁北克协定》明确规定，未经两国同意，不得对其他国家使用核武器。1945年7月4日，英国陆军元帅亨利·梅特兰·威尔逊爵士代表英国同意使用核武器攻击日本。
英国政府认为两国在核技术上取得的进步属于共同发现，相信美国会继续分享。1945年11月16日，哈里·S·杜鲁门总统和克莱门特·艾德礼首相签署新协定，取消《魁北克协定》中先经两国同意才能对他国使用核武器的规定，改为“事先协商”，还称两国将“在核能领域充分而有效地合作”，但真正落实的只有“基础科学研究领域”。《1946年美国原子能法》（Atomic Energy Act of 1946）为两国技术合作划上句点，该法禁止把“限制数据”传递给美国的盟友。英国担心孤立主义会在美国死灰复燃，导致英国失去大国地位，于是不得不重启自家核发展计划，代号“高爆研究”（High Explosive Research）。
1949年，美方提出只要英国同意削减原子弹计划，就能使用美国生产的原子弹。英国原本的目标时间是1952年下半年，美国人的提议可以让英国拥有核武器的时间大幅提前。只有战争所需的原子弹部件才会存放在英国，其余的都要放在美国和加拿大。英国参谋长委员会最终拒绝美方提议，理由是“如此重要的武器却要依靠他国供应，这不符合我们一流强国的地位”。英国反过来提议限制本国核武计划，换取美国的核武器。美国多名政府要员对此强烈反对，其中包括美国原子能委员会的刘易斯·斯特劳斯（Lewis Strauss）、联邦参议员伯克·希肯卢珀（Bourke B. Hickenlooper）和原子能联合委员会（Joint Committee on Atomic Energy）的阿瑟·范登堡。与此同时，英国物理学家、原子间谍克劳斯·富赫斯于1950年2月2日被捕，引发美国对安全问题的担忧，英国的提议夭折。

## 谈判
1952年10月3日，英国通过“飓风行动”在西澳大利亚州蒙特贝洛群岛（Monte Bello Islands）近海停放的普吕姆号（HMS Plym）巡防舰上引爆首枚原子弹。1953年11月7日和11日，首批“蓝色多瑙河”原子弹运抵英国皇家空军位于威特灵基地（RAF Wittering）的轰炸机司令部军备学校，但却没有任何轰炸机能够装载。英国于1951年2月9日订购首批共25架维克斯勇士重型轰炸机，但要到1955年2月8日才交付。

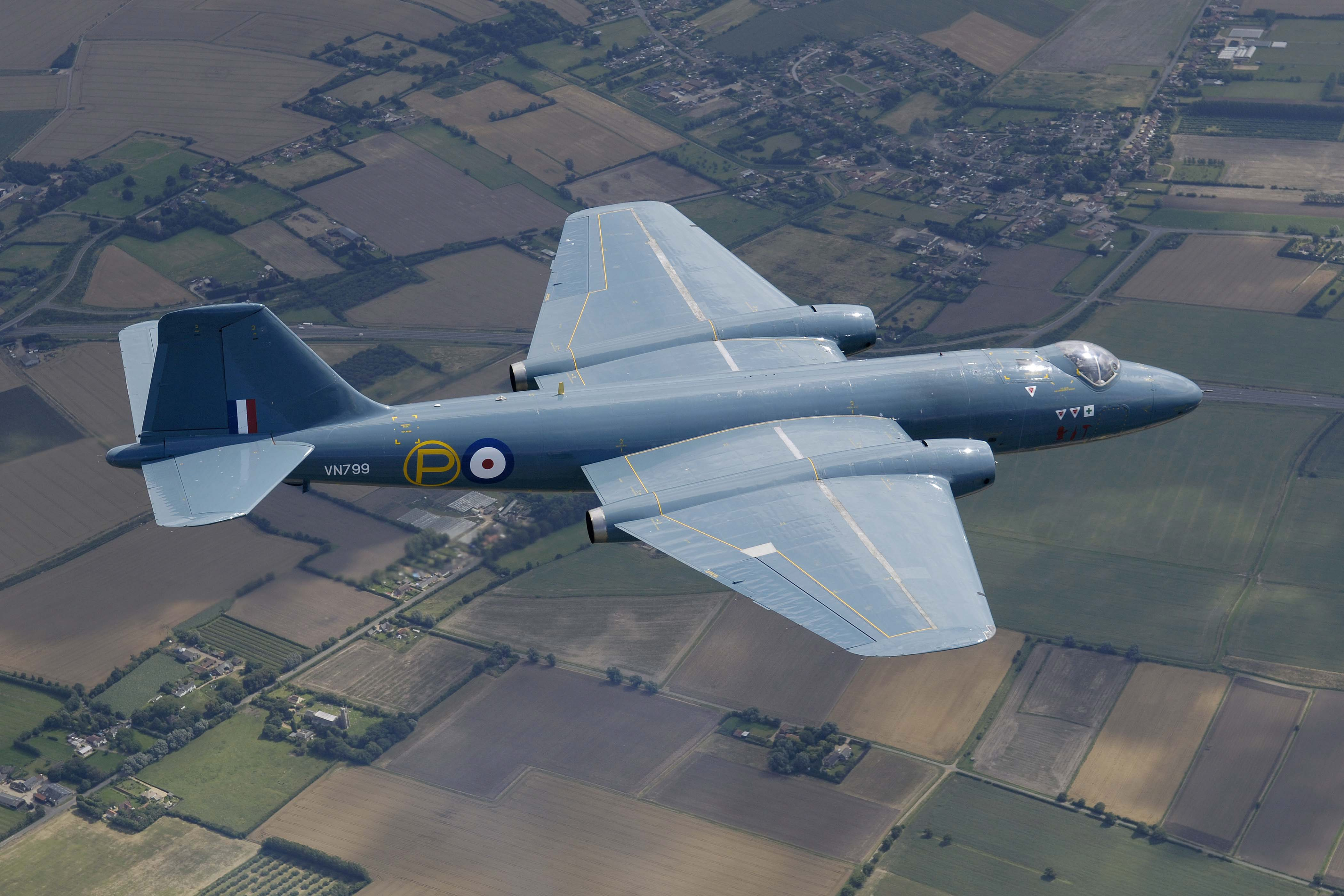
堪培拉轻型喷气轰炸机

勇士轰炸机全面投产后数量很快就超过英国拥有的原子弹数量。英国的核武生产缓慢，1955年该国仅有十枚原子弹，1956年14枚。以这样的速度，单装备已经订购的勇士轰炸机就要等到1961年。1953年12月，丘吉尔与德怀特·艾森豪威尔总统在百慕大会晤，商讨能否在战时让英国使用美国的核武器。英国飞机装载美国核弹前，两国还需要解决大量技术和法律问题。美国必须披露核弹重量和尺寸，核弹交付还需提供弹道相关数据。接下来两国尚需解决保管、安全和目标定位问题，这些信息的发布都受到《1946年美国原子能法》限制。
1954年5月，美国空军副参谋长（Vice Chief of Staff of the United States Air Force）托马斯·怀特（Thomas D. White）空军上将联络驻华盛顿哥伦比亚特区的英国联合参谋团负责人约翰·怀特利（John Whiteley）上将，提议美国向英国皇家空军临时提供最多90架全新波音B-47同温层喷射轰炸机。这表明约有价值四亿美元的装备不会计入“共同防御援助计划”，皇家空军对此心存疑虑。-47轰炸机不及堪培拉轻型喷气轰炸机（English Electric Canberra），需要三千米跑道，但可执行任务的范围和炸弹装载量更大。英国皇家空军对美方提供的上一款B-29超级堡垒轰炸机操作感不佳，更重要的是，接受这些飞机可能导致皇家空军的声誉和独立地位受损。皇家空军轰炸机司令部司令休·普格·劳埃德（Hugh Pughe Lloyd）乐于接受，但英国空军部长（Secretary of State for Air）德莱尔与达德利勋爵（Lord de L'Isle and Dudley）、军需大臣（Minister of Supply）邓肯·桑兹都建议丘吉尔回绝。同年六月，英国空军参谋长威廉·迪克森（William Dickson）爵士告知美国空军参谋长内森·特温（Nathan Twining）空军上将，英国皇家空军谢绝提议。
丘吉尔和艾森豪威尔在1954年6月再度会晤，艾森豪威尔的原子能助理霍华德·邦克（Howard G. Bunker）空军少将与英国联合参谋团先行探讨在英国军机上装载美国原子弹。双方拟定所需设备和技术数据的详细清单，美国空军提供培训和技术援助，建立存储设施，组装并协助装载核弹。1954年8月，美国颁布《1954年原子能法》（Atomic Energy Act of 1954）放宽1946年法律的限制，允许美国与其他国家交流更多信息，但在设计和制造核武器方面禁令依旧，尚未达到英国政府期望。新法为1955年6月15日签署《共同防御目标原子信息合作协定》铺平道路，来自美国空军和“武装部队特种武器项目”（Armed Forces Special Weapons Project）的两名少校和一名上校听取英国皇家空军飞机简报，判断英方军机能够装载哪些美国核弹。美方接下来希望了解英国需要的核弹数量，国防大臣哈羅德·麥美倫估计英国的“三V轰炸机”会在1958年达到240架，每架装配一枚原子弹。
1955年9月，迪克森前往美国与特温面谈。1956年6月8日，《每日电讯报》和《纽约时报》以新闻泄漏形式发布公告，但次日官方就否认公告内容属实。两国政府就美国提供核弹达成协议并冠名“计划”，详细计划于1956年12月12日制订，并获美国国防部长查理·厄文·威尔逊和美国参谋长联席会议批准。1957年1月30日，英国政府告知威尔逊批准计划。同年三月，艾森豪威尔和已当上英国首相的麥美倫在百慕大会晤，修复两国因1956年苏伊士运河危机产生的裂痕，“计划”获两人确认。经过商谈，英国空军副参谋长（Deputy Chief of the Air Staff）、空军元帅杰弗里·塔特尔（Geoffrey Tuttle）爵士于1957年5月21日同美方达成正式谅解备忘录。

艾森豪威尔在1957年3月25日致麥美倫的信中写道：
美国政府欢迎协调美国和英国轰炸机部队作战计划的协定，同意在美国监管下将其核武器存放在英国皇家空军机场，以便在紧急情况下由总统下达投放指令。我们很清楚，这些武器目前至少会在千吨范围。如果遇到紧急情况时可以调用美国的百万吨级武器，英国军队显然能在联合作战时发挥更大作用，建议在适当的时间验证这种做法是否可行。 

## 履行

### 战术轰炸机

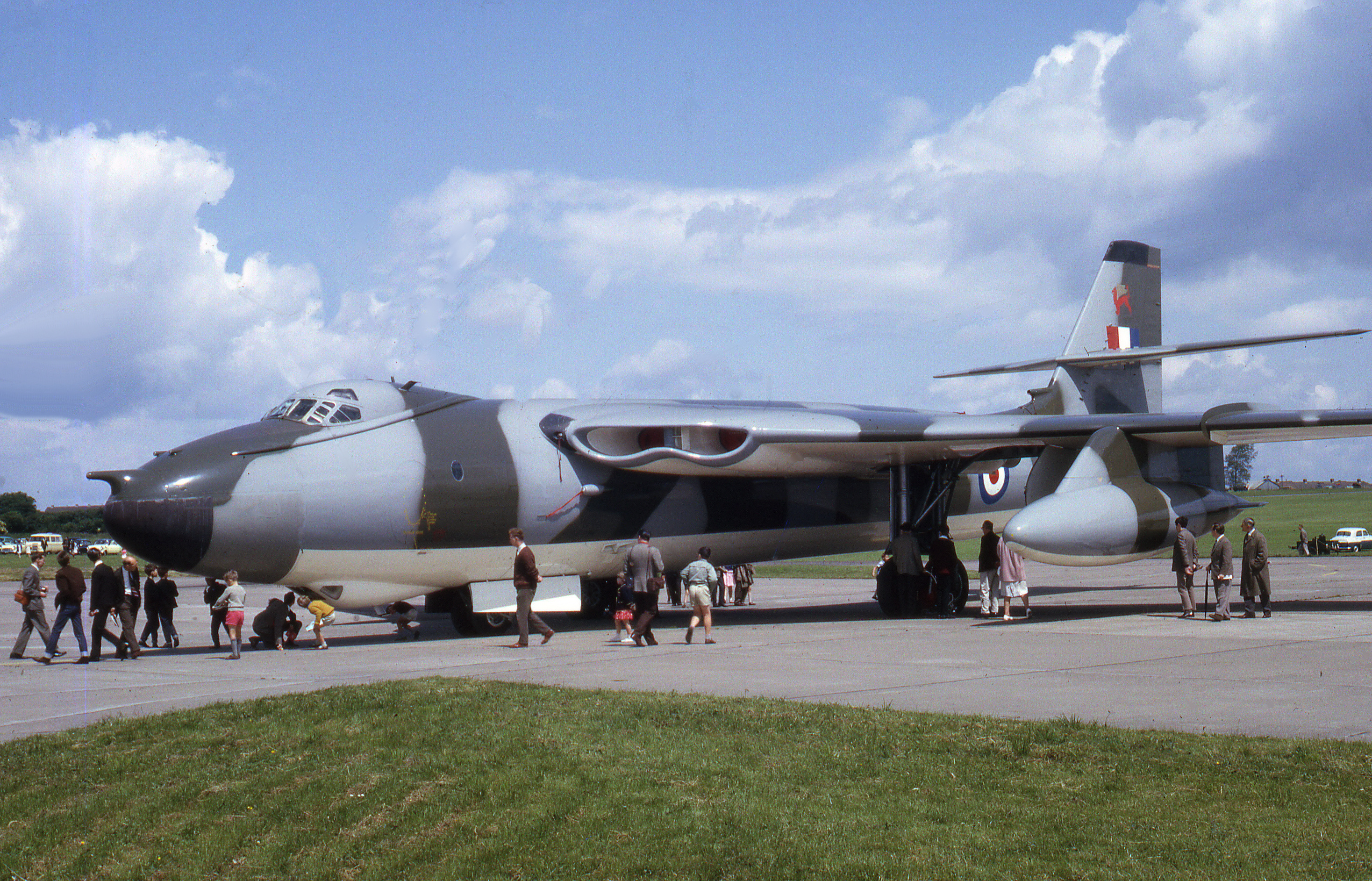
维克斯勇士重型轰炸机

驻英美国第三航空队司令罗斯科·威尔逊（Roscoe C. Wilson）空军少将负责启动“计划”，他曾担任“曼哈顿计划”联络官和武装部队特种武器项目副主任，非常熟悉核武器。首批装载美国原子弹的英国飞机不是“三轰炸机”，而是1957年为欧洲盟军最高司令配备，专门用于夜间拦截的28架堪培拉轻型喷气轰炸机。这些轰炸机是最新的）8型，直接经制造商改装，可以装配美国的Mark 7型核弹或英国核弹，但英国此时核弹不足，所以实际搭载的都是美国核弹。之后更新型号的堪培拉轰炸机可以同时装载英美两国核弹。根据规格说明）8型的投弹舱门可以开至1.3208米宽，而 7型的尾翼宽度在1.279米至1.288米范围，所以应该不会有问题，但实际测试发现不同飞机的舱门只能打开1.283米到1.3米，所以要根据核弹尾翼实际宽度选定轰炸机。经过考量，每枚核弹的尾翼都被锯短1.27厘米。
四个中队的堪培拉轰炸机驻扎在德国，对应的 7型核弹分别存放在驻德英国皇家空军（Royal Air Force Germany）位于布鲁根（RAF Bruggen）、盖伦基兴（RAF Geilenkirchen）、拉尔布鲁赫（RAF Laarbruch）和维尔登拉特（RAF Wildenrath）的基地。机组人员练习适用战术核攻击的低空轰炸技术体系。英国境内的科宁斯比（RAF Coningsby）和阿普伍德基地（RAF Upwood）一共也有四个装配核武器的堪培拉轰炸机中队，这些飞机既能配备 7型，也能装载英国的“红胡子”原子弹，四个中队于1960年10月分配给欧洲盟军最高司令指挥。同属“三轰炸机”的火神式轰炸机和胜利者式轰炸机交付后，英国空军部（Air Ministry）决定用勇士式轰炸机取代堪培拉轰炸机，两款新轰炸机则取代勇士式轰炸机的战略轰炸机地位。1961年元旦，英国皇家空军马哈姆基地（RAF Marham）的一支勇士式轰炸机中队分配给欧洲盟军最高司令指挥，同年七月又有两个中队跟进，驻英堪培拉轰炸机中队随后解散。全部24架勇士式轰炸机均配有两枚威力更大的“计划”B28氢弹。1963年初，这些氢弹又由更适合水平投弹的新型B43核弹代替。美国核弹供应充足，因此英国自行制造的核弹可以挪作他用。1961年11月，英国皇家空军驻塞浦路斯亚克罗提利基地（RAF Akrotiri）设立永久存放点，存储32枚“红胡子”原子弹，还在新加坡的登加空军基地存放48枚“红胡子”原子弹。
只有负责处理快速反应警报（Quick Reaction Alert）的飞机配备一对实弹，飞机的核弹不会拆除，停在硬地并加满油，四周是1.8米高的链链接围栏。勇士式轰炸机于1965年退役，堪培拉轰炸机继续服役并装载“计划”43核弹，直到1972年6月全部退役。用于取代勇士式轰炸机的是鬼怪FGR.2战斗机，从1972年6月开始装载“计划”43核弹与B57核弹服役，直至1976年10月美洲豹GR.1战斗机接手战术核攻击任务，新机装载英国WE.177氢弹。

### 战略轰炸机
1956年2月，法恩堡皇家航空研究院开始根据“计划”修改勇士式轰炸机，美方教官在下博斯坎比空军基地培训英军机组人员。计划组建的“三轰炸机”部队此时已减至144架轰炸机，其中半数装载“计划”核武。1957年10月，首批共28架勇士式轰炸机完成修改，余下的20架和24架火神式轰炸机在1959年1月交付，胜利者式轰炸机同样为搭配美国武器调整。
根据“计划”谅解备忘录，核武器由美方人员保管，故而所有涉及储存、维护和作战准备的任务均由美方负责。核武器放在安全存放区，与轰炸机停放的基地相同，英方人员不得进入安全存放区，所以英国和美国的核武器必须放在不同地点。英国轰炸机司令部指定皇家空军马哈姆基地、沃丁顿基地（RAF Waddington）和霍宁顿基地（RAF Honington）作为美国核武器的安全存放区，另外三个基地作为英国核武安全存放区。核武由美国保管引发操作上的问题，炸弹移交流程导致轰炸机响应时间推迟十分钟，美方人员必须时刻监护核武器的要求也意味着核弹、美方人员和英国轰炸机都不能像皇家空军期望的那样转移到分散机场。

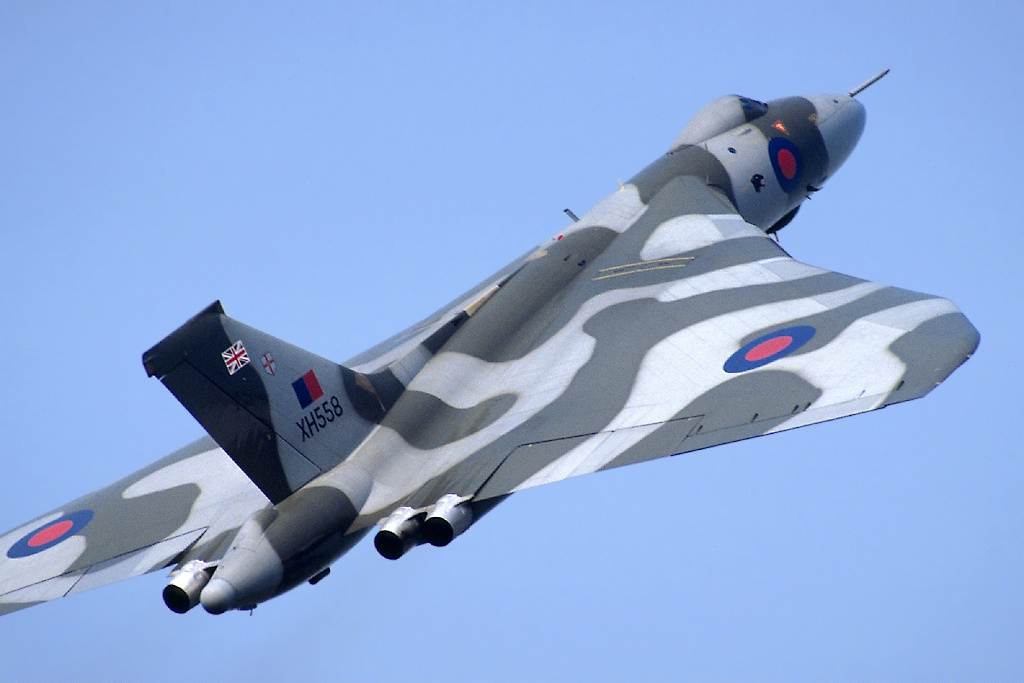
火神式轰炸机

美方起初向“三轰炸机”提供72枚Mark 5型核弹，每枚拥有十万吨爆炸当量。随着英国成功开发氢弹，加上史普尼克危机诱发的国际关系氛围，美国于1958年再度修改原子能法，英美两国签署《1958年美英共同防御协定》，恢复英方期待以久的核合作特殊关系。美国同意向“三轰炸机”提供Mark 15型和Mark 39型百万吨级核武，取代 5型。
两国签署共同防御协定后，英国财政部很快就询问是否可以中止本国的百万吨级核武项目，军方高层对此不以为然。“计划”属于权宜之计，虽然皇家空军对美国热核武器产量如此之高深感钦佩，但作战计划总监指出，“如果保持“计划”的现有强度，美国可能会一直低估英国在核武器领域的独立能力，进而导致英国政府在重大议题上无法发挥应有影响”。桑兹和英国空军参谋长、空军上将德莫特·博伊尔（Dermot Boyle）认为，英国必须拥有单方面发动核战争的能力，但如果半数核武都需美方许可，那这根本无法实现。随着英国逐渐拥有充足的核弹，操作问题与独立核威慑的概念浮出水面。
1960年7月7日，英国空军理事会（Air Council）决定在1962年结束前淘汰“计划”武器，预计此时已有足够的英国百万吨级核武装配所有战略轰炸机部队。1961年7月1日，霍宁顿基地的“计划”武器全部被英国“黄太阳”核弹取代，沃丁顿基地也在1962年3月30日跟进。但是，“红胡子”原子弹的开发遇到问题，所以需要更长时间才能取代千吨级“计划”核武。1962年4月和10月，驻英国霍宁顿和威特灵基地的勇士式轰炸机退役，1965年7月，最后一架勇士式轰炸机退役。1965年1月，马哈姆基地最后一次演习装载Mark 43型核弹，最后一批美方人员于同年七月离开基地。

### 莱茵河英国陆军

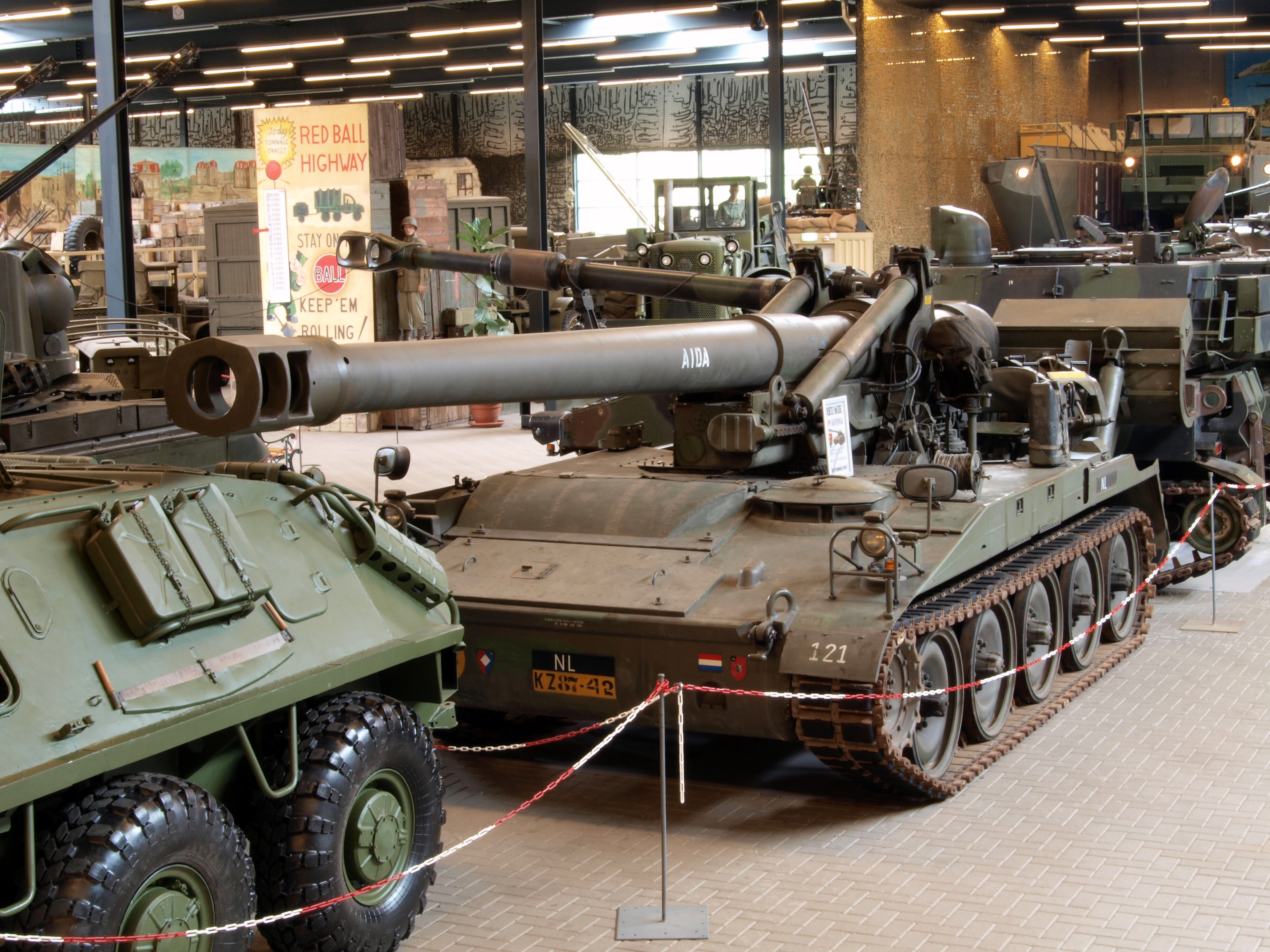
M110自走炮

“计划”经过扩展后，莱茵河英国陆军也能装备美军核武。1954年，北大西洋公约组织开始在作战计划中整合战术核武器，莱茵河英国陆军制定教范，如果北约部队战斗期间撤退到莱茵河，莱茵河英国陆军将成为主导武装。1954年，英国陆军从美国购买113枚下士导弹，原计划配备“紫罗兰视野计划”的英国核弹头，但选择“计划”不但更快、更简便，而且成本更低。陆军获得核武的条件与英国皇家空军相同：美方保管、双重控制。1960年6月，驻多特蒙德纳皮尔兵营的第27皇家炮兵制导武器团成为第一支配备下士导弹的英国皇家炮兵部队，1961年在该兵营成立的第47皇家炮兵制导武器团紧随其后，两团共有约100枚下士导弹。起初两团必须从德国南部的美国陆军仓库获取 7型核弹头，直至1959年双方商定在英军驻地附近存放核弹头时止。

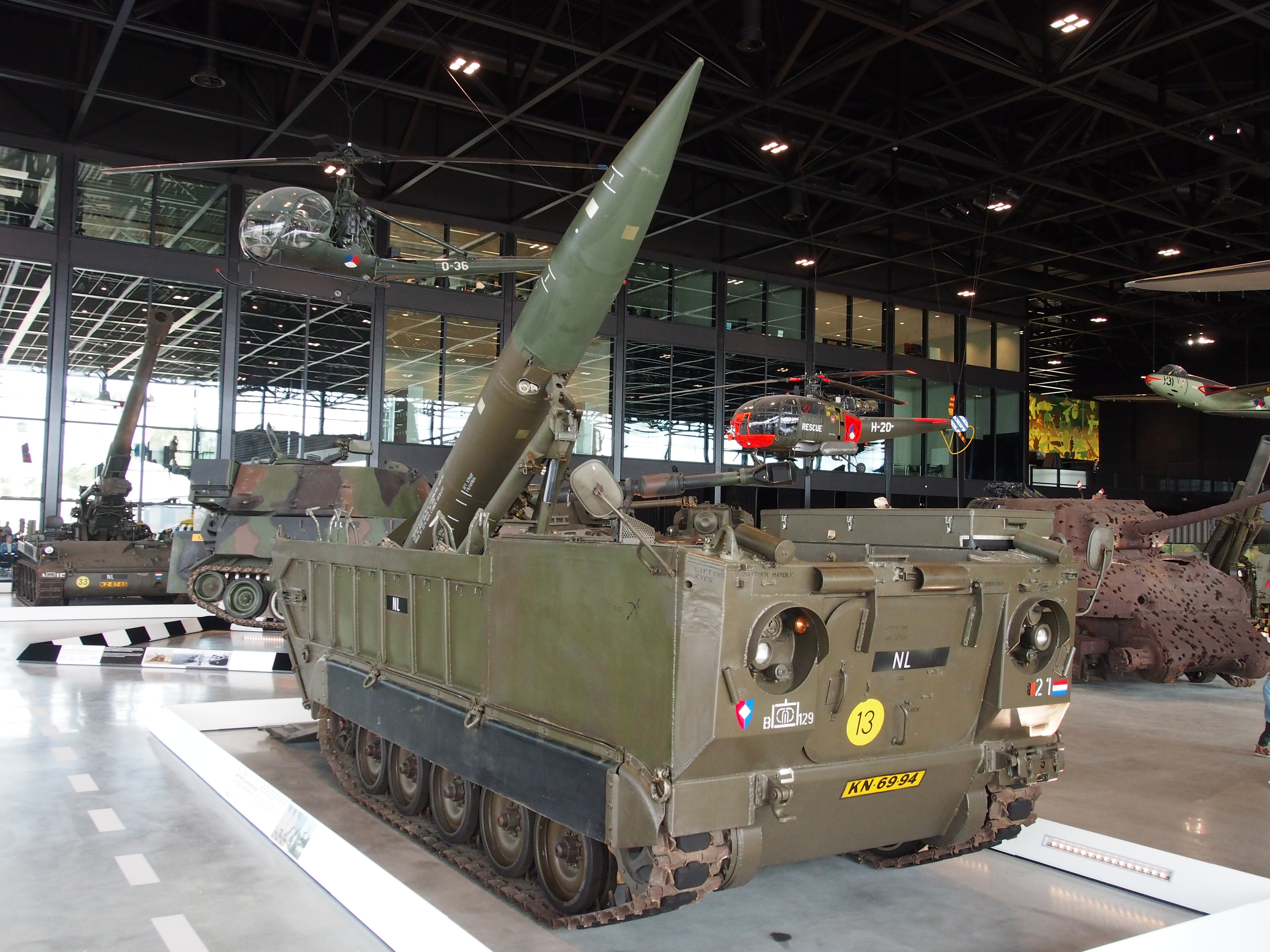
长矛导弹

下士导弹存在多种局限，首先是采用液体燃料，无论燃料联氨还是氧化剂硝酸都有剧毒且腐蚀能力极强；其次是燃料的装载时间长达数小时，所以无法打击机会目标；第三，导弹的引爆倒计时存在延迟，所以很难准时告知己方或友军将士闭上眼睛，并提醒飞机避开；此外，用于制导的无线电波束容易受到干扰或转移。英军在外赫布里底群岛试射12枚导弹，仅有八枚准确击中目标，考虑到核武器的危险程度，四枚未命中会对友军人员构成巨大威胁。英方为此启动“蓝水计划”开发更好的导弹，后用于装载英国“靛蓝之锤”（Indigo Hammer） 和“托尼”（Tony）核弹头。1965年，第47团停用下士导弹并将其退回英国，第27团于1967年跟进。1965年9月，英国政府宣布退役下士导弹，引起西德对莱茵河英国陆军“去核化”的担忧。
美国表示愿意提供诚实约翰火箭作为过渡措施，英国接受提议，于1960年取得120枚带有W31核弹头的新火箭，足以装备三个炮兵团，分别是1960至1962年驻威悉河畔宁堡阿萨伊兵营、1962至1972年驻帕德博恩巴克兵营的第24团，驻森讷拉格（Sennelager）登普西兵营的第39团，以及驻门登的第50团。每个团配有两个诚实约翰火箭发射台，还有两门可发射核炮弹的八英寸（203毫米）M115榴弹炮，其中115榴弹炮后来由配备W33核弹头的M110自走炮取代。
1958年，英国核炮弹计划“黄铁砧”（Yellow Anvil）取消，“蓝水计划”也在1962年8月10日遭遇同样命运，诚实约翰火箭因此继续服役至1977年。第50导弹团此后改为配备装有W70核弹头的长矛导弹，该团拥有四个发射台，发射器数量与三个诚实约翰火箭团相同。此外，英军还为155毫米口径的M109自走砲配备W48核炮弹。上述两种“计划”武器与33核弹头均在英军服役至1992年。英国陆军还曾考虑购买大卫克罗无后座力砲，但到1962年2月决定放弃。

### 远程弹道导弹

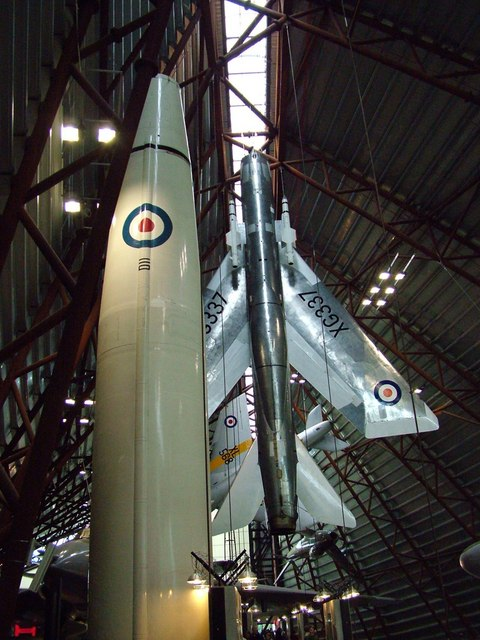
英国皇家空军科斯福德博物馆的雷神导弹

1953年，美国国防部长威尔逊向英国军需大臣桑兹提出联合弹道导弹计划，经过商讨，两国于1954年8月12日签署合作协议和英国蓝纹（Blue Streak）中程弹道导弹开发计划。美方在蓝纹项目期间同时发展两个远程弹道导弹项目，分别是美国陆军的朱庇特导弹和美国空军的雷神导弹。1957年1月，改任国防大臣的桑兹前往美国，发现美方非常急于在英国部署远程弹道导弹。1957年3月，麥美倫和艾森豪威尔在百慕大峰会期间就此达成一致，正式协定于同年12月17日制定，并在月底确定美国向英国提供雷神导弹，而非朱庇特导弹。此次远程弹道导弹部署代号“艾米莉计划”（Project Emily）。
1958年9月至1959年12月，英国皇家空军动用20个中队操作120枚雷神导弹。为节约政府成本，所有中队各使用一个战时旧机场练习。每枚导弹均配有 28型改良的Mark 49型核弹头，与 28型相比，新型号外壳更薄，重量更轻。雷神导弹基地由皇家空军人员操纵，但核弹头通过“计划”提供，每枚都有美国空军授权官员负责。导弹采用双钥匙管理机制，其中一把钥匙在授权官员手中。军方偶尔选择一枚导弹试射，为此导弹和皇家空军人员均需运往加利福尼亚州的范登堡空军基地。1959年10月6日至1962年6月12日，皇家空军共试射12次。根据原有协定，美国空军需支付五年的导弹维护开支。经过对成本和收益的反复考量，英国空军理事会决定在1963年结束前中止“艾米莉计划”。1963年8月23日，所有雷神导弹中队均予撤销，导弹退回美国。

### “计划”
“计划”是“计划”的海上版本，向皇家海军舰只提供美国原子弹，并采用类似的双钥匙管理机制，还需在舰艇上布署美国海军陆战队支队。即便是只在欧洲水域使用的舰船和武器，这样的安排都不切实际。1965至1971年间，皇家空军海岸司令部通过“计划”为沙尔克顿反潜机和猎迷反潜巡逻机装载配有W34核弹头的Mk 101型核深水炸弹，之后由更先进的Mark 57型核弹代替，这些深水炸弹存放在圣毛甘基地（RAF St Mawgan）和马希利汉尼基地（RAF Machrihanish），供美国、荷兰和英国飞机使用。

## 对英国核武器发展的影响
“计划”除满足英国军方需求外，还影响英国核武器设计和发展。英国不再需要“紫罗兰俱乐部”（Violet Club）之类的临时设计，完全可以根据本国核武实际发展通过“计划”选择美国核武。英方设计人员对 28型深感钦佩，不但比“黄太阳”配备的“绿草”更轻，而且在使用昂贵的裂变材料方面更加划算。英国根据 28型开发“红雪”核弹头，“黄太阳” 2型配备“红雪”的成本为50万英镑， 1型装配绿草则要耗费120万英镑。

## “计划”中止
1991年冷战结束时，英国拥有超过500枚美国核武器，其中有400枚炸弹，48枚陆基巡航导弹，另有约100枚57核深水炸弹。莱茵河英国陆军还有约85枚长矛导弹，八英寸（203毫米）33和155毫米48核炮弹超过70枚。根据1987年签署的《中程导弹条约》，上述陆基巡航导弹于1991年退役，美国接下来决定退役短程核武器。1992年7月，英国拥有的所有美国核弹头全部退役，其中包括 57型核深水炸弹及莱茵河英国陆军使用的装备。只有莱肯希思基地还为美国空军F-15E打击鹰式战斗轰炸机保存约110枚B61核弹，直至2008年退役。1998年8月，皇家空军和皇家海军使用的英国.177氢弹退役，此后英国武装部队保留的核武器只剩下前卫级核潜艇三叉戟导弹配备的核弹头。

### 脚注
1. ↑  Gowing 1964，第108–111頁.
2. ↑  Hewlett & Anderson 1962，第277頁.
3. ↑  Gowing 1964，第236–242頁.
4. ↑  Gowing 1964，第340–342頁.
5. ↑  Gowing 1964，第372頁.
6. ↑  Hewlett & Anderson 1962，第372–373頁.
7. ↑  Goldberg 1964，第410頁.
8. ↑  Paul 2000，第80–83頁.
9. ↑  Gowing & Arnold 1974a，第106–108頁.
10. ↑  Gowing & Arnold 1974a，第181–184頁.
11. ↑  Cathcart 1995，第23–24, 48, 57頁.
12. ↑  Hewlett & Duncan 1969，第307–308頁.
13. ↑  Hewlett & Duncan 1969，第310頁.
14. ↑  Gowing & Arnold 1974a，第281–283頁.
15. ↑  Gowing & Arnold 1974a，第220頁.
16. ↑  Hewlett & Duncan 1969，第309頁.
17. ↑  Hewlett & Duncan 1969，第312–314頁.
18. ↑  Gowing & Arnold 1974b，第493–495頁.
19. ↑  Wynn 1997，第92頁.
20. ↑  Gowing & Arnold 1974a，第234–235頁.
21. ↑  Baylis 1995，第180頁.
22. ↑  Wynn 1997，第55–56頁.
23. ↑  Young 2016，第201頁.
24. 1 2  Paul 2000，第200–201頁.
25. ↑  Young 2016，第200–201頁.
26. ↑  Young 2016，第201–203頁.
27. ↑  Young 2016，第203–204頁.
28. ↑  Botti 1987，第147–149頁.
29. 1 2 3  Young 2016，第204–205頁.
30. ↑  Wynn 1997，第253頁.
31. 1 2 3  Moore 2010，第114頁.
32. 1 2 3  Wynn 1997，第254–256頁.
33. ↑  Wynn 1997，第258頁.
34. ↑  Baylis 1995，第258頁.
35. ↑  Wynn 1997，第259頁.
36. ↑  Wynn 1997，第258–259頁.
37. 1 2  Young 2016，第207–211頁.
38. ↑  Lieutenant General Roscoe C. Wilson.
39. 1 2  Moore 2010，第98–99頁.
40. 1 2  Moore 2010，第215頁.
41. ↑  Wynn 1997，第363頁.
42. ↑  Wynn 1997，第371–372頁.
43. 1 2  Norris, Burrows & Fieldhouse 1994，第151頁.
44. ↑  Norris, Burrows & Fieldhouse 1994，第155–156頁.
45. 1 2 3  Young 2016，第212頁.
46. ↑  Bronk 2014，第980頁.
47. ↑  Darling 2012，第50頁.
48. ↑  Bronk 2014，第978–980頁.
49. ↑  Bronk 2014，第985頁.
50. ↑  Wynn 1997，第262–263頁.
51. 1 2  Wynn 1997，第264–265頁.
52. ↑  Moore 2010，第114, 256頁.
53. ↑  Navias 1991，第193–198頁.
54. 1 2 3 4  Young 2016，第213–214頁.
55. 1 2  Bronk 2014，第994頁.
56. ↑  Baylis 1995，第275頁.
57. ↑  Wynn 1997，第266–267頁.
58. ↑  Moore 2010，第114, 210頁.
59. ↑  Moore 2010，第214頁.
60. ↑  Wynn 1997，第494–500頁.
61. ↑  Wynn 1997，第269頁.
62. ↑  Moore 2004.
63. ↑  Navias 1991，第86–87頁.
64. ↑  Moore 2010，第56–57頁.
65. ↑  MacDonald 2006，第59–60頁.
66. 1 2  Moore 2010，第130頁.
67. 1 2 3  Stoddart 2012，第108–109頁.
68. 1 2 3 4 5  Stoddart 2012，第313頁.
69. 1 2 3 4  Moore 2010，第132–133頁.
70. ↑  47th Regiment RA.
71. ↑  27th Regiment RA.
72. ↑  Stoddart 2012，第110–112頁.
73. ↑  Tactical missiles 1962，第751頁.
74. ↑  Richardson 1977，第1192–1195頁.
75. ↑  Boyes 2015，第34–37頁.
76. ↑  Boyes 2015，第40頁.
77. ↑  Wynn 1997，第287頁.
78. ↑  Young 2016，第98頁.
79. ↑  Wynn 1997，第340頁.
80. 1 2  Moore 2010，第99頁.
81. ↑  Boyes 2015，第77頁.
82. ↑  Boyes 2015，第117頁.
83. ↑  Wynn 1997，第357–358頁.
84. ↑  Wynn 1997，第362頁.
85. ↑  Boyes 2015，第152–153頁.
86. ↑  Moore 2010，第221–222頁.
87. ↑  Stoddart 2012，第220, 314頁.
88. ↑  Norris, Burrows & Fieldhouse 1994，第85頁.
89. ↑  Moore 2010，第104–105頁.
90. ↑  Ritchie 2014，第14–16頁.

### 书目
- Baylis, John. . Oxford: Clarendon Press. 1995. ISBN 0-19-828012-2.
- Botti, Timothy J. . Contributions in Military Studies. New York: Greenwood Press. 1987. ISBN 978-0-313-25902-9. OCLC 464084495.
- Boyes, John. . United Kingdom: Fonthill. 2015. ISBN 978-1-78155-481-4. OCLC 921523156.
- Cathcart, Brian. . London: John Murray. 1995. ISBN 0-7195-5225-7. OCLC 31241690.
- Darling, Kev. . Barnsley, South Yorkshire: Pen & Sword Aviation. 2012. ISBN 978-1-84884-898-6.
- Gowing, Margaret. . London: Macmillan. 1964. OCLC 3195209.
- Gowing, Margaret; Arnold, Lorna. . London: Macmillan. 1974a. ISBN 0-333-15781-8. OCLC 611555258.
- Gowing, Margaret; Arnold, Lorna. . London: Palgrave Macmillan. 1974b. ISBN 0-333-16695-7. OCLC 946341039.
- Hewlett, Richard G.; Anderson, Oscar E.  (PDF). University Park: Pennsylvania State University Press. 1962  [2020-06-27]. ISBN 0-520-07186-7. OCLC 637004643. （原始内容存档 (PDF)于2020-06-26）.
- Hewlett, Richard G.; Duncan, Francis.  (PDF). A History of the United States Atomic Energy Commission. University Park, Pennsylvania: Pennsylvania State University Press. 1969  [2020-06-27]. ISBN 0-520-07187-5. OCLC 3717478. （原始内容存档 (PDF)于2020-06-07）.
- Moore, Richard. . Nuclear Weapons and International Security since 1945. Basingstoke, Hampshire: Palgrave Macmillan. 2010. ISBN 978-0-230-21775-1. OCLC 705646392.
- Navias, Martin S. . Oxford: Oxford University Press. 1991. ISBN 978-0-19-827754-5. OCLC 22506593.
- Norris, Robert S.; Burrows, Andrew S.; Fieldhouse, Richard W. . Boulder, Colorado: Westview Press. 1994. ISBN 978-0-8133-1611-6. OCLC 311858583.
- Paul, Septimus H. . Columbus, Ohio: Ohio State University Press. 2000. ISBN 978-0-8142-0852-6. OCLC 43615254.
- Ritchie, Nick. . Basingstoke, Hampshire: Palgrave Macmillan. 2014. ISBN 978-1-349-33185-7. OCLC 951512317.
- Stoddart, Kristan. . Basingstoke, Hampshire: Palgrave Macmillan. 2012. ISBN 978-1-349-33656-2. OCLC 951512907.
- Wynn, Humphrey. . London: The Stationery Office. 1997. ISBN 0-11-772833-0.
- Young, Ken. . Manchester: Manchester University Press. 2016. ISBN 978-0-7190-8675-5. OCLC 942707047.

### 期刊、杂志和网页
- Bronk, Justin. . Journal of Strategic Studies. 2014, 37 (6–7): 974–997. ISSN 1743-937X. doi:10.1080/01402390.2013.770736.
- Goldberg, Alfred. . International Affairs. 1964-07, 40 (3): 409–429. JSTOR 2610825. doi:10.2307/2610825.
- MacDonald, Fraser. . Transactions of the Institute of British Geographers. 2006-03, 31 (1): 53–71. ISSN 0020-2754. JSTOR 3804419. doi:10.1111/j.1475-5661.2006.00196.x.
- . United States Air Force.   [2020-07-12]. （原始内容存档于2018-10-13）.
- Moore, Richard.  (PDF). Mountbatten Centre for International Studies, University of Southampton. 2004-03  [2020-07-12]. （原始内容存档 (PDF)于2020-07-01）.
- . British Army units from 1945 on.   [2020-07-12]. （原始内容存档于2020-04-04）.
- . British Army units from 1945 on.   [2020-07-12]. （原始内容存档于2017-03-25）.
- (PDF). Flight. 1962-11-08: 751  [2017-03-25]. （原始内容 (PDF)存档于2017-03-25）.
- Richardson, Doug.  (PDF). Flight. 1977-04-30: 1192–1195  [2018-12-30]. （原始内容 (PDF)存档于2018-12-30）.